# ワルシャワ東駅

ワルシャワ東駅の位置

ワルシャワ東駅（わるしゃわひがしえき、Warszawa Wschodnia Osobowa）はポーランドマゾフシェ県ワルシャワにあるポーランド国鉄（PKP）の鉄道駅。

## 駅構造
7面14線の地上駅。

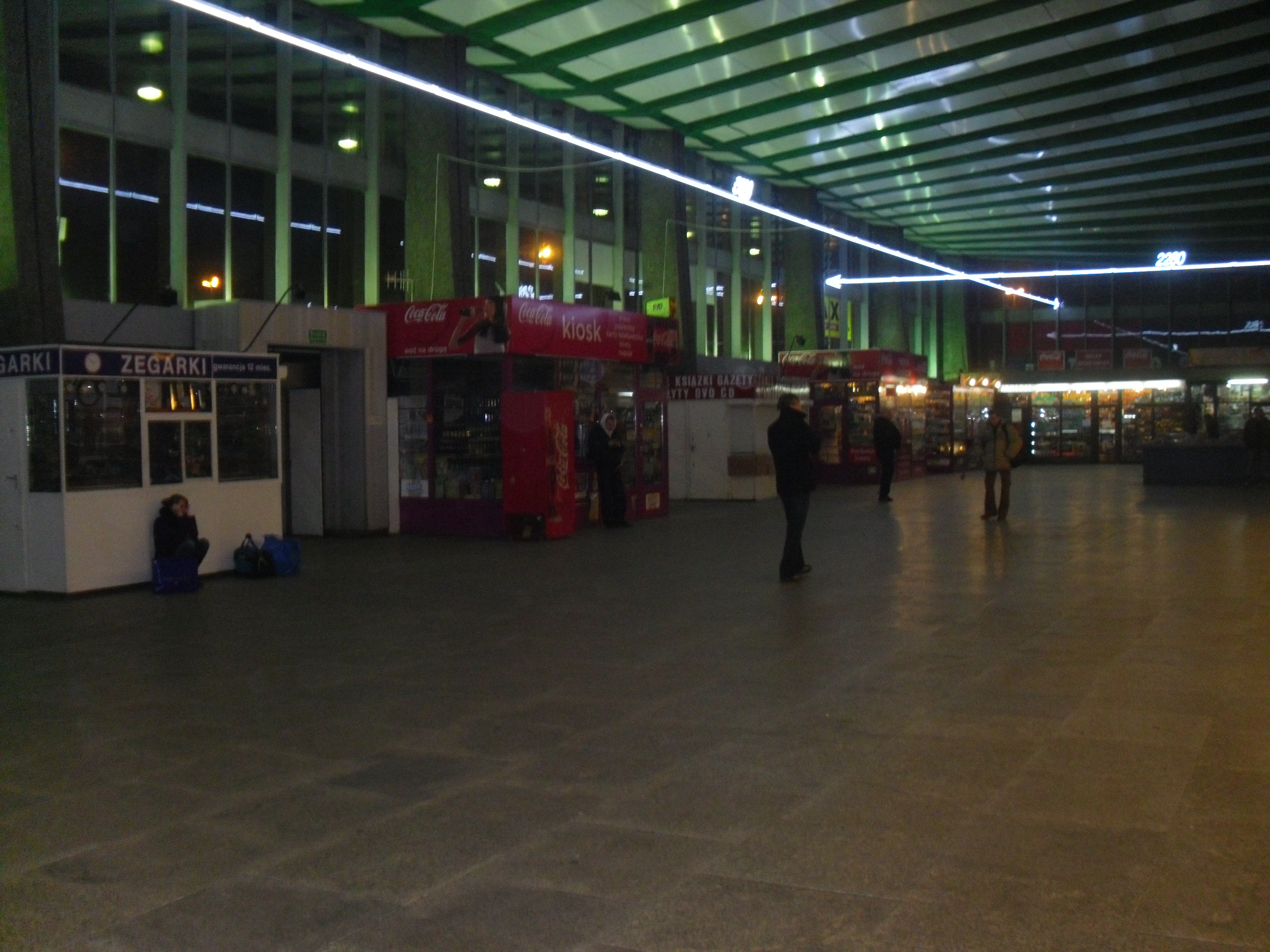
コンコース
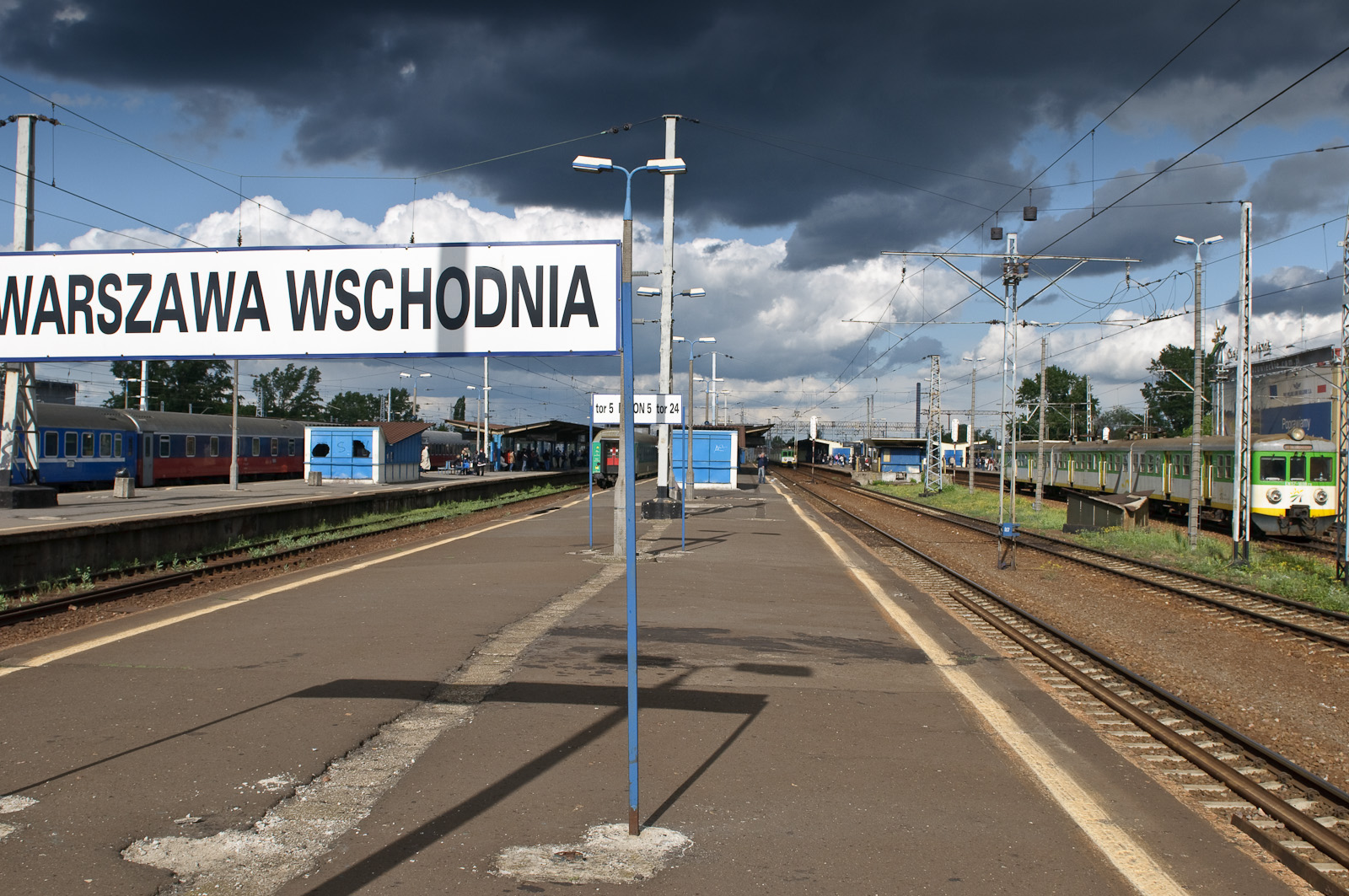
ホーム全景

## 駅周辺
- プラガ博物館（英語版）

## 歴史
- 1866年 - ワルシャワ～テレスポル間（現在の2号線）を結ぶ鉄道の駅として開業。
- 1933年 - 建て替え。
- 第2次世界大戦中 - 破壊される。当分の間仮の駅舎で営業した。
- 1969年 - 現在の駅舎の使用開始。

## 隣の駅
ポーランド国鉄
2号線
ワルシャワ中央駅 - ワルシャワ東駅 - ワルシャワ・レンベルトゥフ駅
7号線
ワルシャワ東駅 - Warszawa Olszynka Grochowska駅
9号線
ワルシャワ西駅 - ワルシャワ・プラガ駅
45号線
ワルシャワ西駅 - Warszawa Grochów駅
448号線
ワルシャワ・スタディオン駅 - ワルシャワ西駅 - ワルシャワ・レンベルトゥフ駅
452号線
ワルシャワ西駅 - Warszawa Grochów駅
901号線
隣駅情報不明